# Royal Small Arms Factory
Royal Small Arms Factory – brytyjska firma produkująca broń strzelecką.
Firma została założona w 1804 roku w Enfield. Znana głównie z produkcji i konstrukcji broni strzeleckiej. Zajmowała się do 1854 montażem broni z elementów, które dostarczali kooperanci. Na miejscu wyrabiano pojedyncze egzemplarze broni o wysokim standardzie oraz lufy. Zakład zreorganizowano, zmodernizowano i rozbudowano w 1854 roku. Z USA sprowadzono wiele maszyn, urządzeń i specjalistów. W. M. Dixon był pierwszym nadintendentem, a J. H. Burton managerem zreorganizowanej firmy.  
Firma wyprodukowała do 1900 roku około trzydzieści wzorów broni. Karabin Enfield M1853 był pierwszym karabinem, który wytwarzano seryjnie. Następnymi konstrukcjami były serie karabinów Martini–Enfield i Lee–Enfield. Pod nazwą Enfield znane są współczesne wzory broni i oznaczane symbolem L.